# Ягов, Матиас фон
Матиас фон Ягов (нем. Matthias von Jagow; 1490—1544) — основатель евангелической церкви в Бранденбургской марке. В 1526 году сделался епископом Бранденбурга. Просвещённый и мягкий, Ягов был давно убеждён в необходимости церковных реформ, но при жизни курфюрста Иоахима I, ненавистника реформации, действовал очень осторожно, устраняя некоторые злоупотребления, щадя чувства ревностных католиков, призывая на службу хороших проповедников, заботясь о лучшем образовании духовенства и смотря сквозь пальцы на распространение Лютерова перевода Библии в епархии. Сам Лютер, познакомившийся с ним в Дессау, сказал о нем: «Подай Бог нам побольше таких архиереев!» После смерти Иоахима I в 1535 году Ягов вместе со светским советником Евстафием фон Шлийбеном сделался самым влиятельным лицом нового курфюрста при введении реформации в Марке, несмотря на противодействие курфюрста Майнцского Альбрехта, герцога Георга Саксонского и короля Сигизмунда I Польского. Уже в 1536 году он позволил некоторым общинам причащение под обоими видами; в 1539 году он причастил Иоахима II, его двор и часть дворянства по учению Лютера (в Шпандау), а день спустя — всю думу Берлина, которая, вместе с важнейшими гражданами, перешла в евангелическую церковь. В 1541 году он руководил первой визитацией церквей в Марке. По настойчивому желанию курфюрста и с целью показать пример духовенству, Ягов в 1541 году вступил в брак.